# 平和タクシー (呉市)
平和タクシー株式会社（へいわタクシー）は、広島県呉市に本社を置く、日本のタクシー事業者である。一般のタクシー営業のほか、呉市の乗合タクシー「あじさい号」の運行受託も行っている。
2023年9月現在、会社の公式ウェブサイトは制作されていない。

## 事業所
- 本社
  - 広島県呉市中央5丁目10番4号[1]
- 吉浦営業所
  - 広島県呉市吉浦中町1丁目（JR呉線吉浦駅構内）
- 天応営業所
  - 広島県呉市天応町

## 乗合タクシー

### 吉浦地区乗合タクシー
呉市の吉浦地区乗合タクシー「あじさい号」を運行受託している。
呉市交通局の一般路線バス「吉浦天応高地部線」が、2011年3月31日をもって廃止されたことに伴う代替交通として、翌2011年4月1日から運行開始した。
乗合タクシーの運行を目的に地元自治会などが構成する「吉浦地区乗合タクシー運行協議会」が運行主体となり、平和タクシーへ運行を委託している。

#### 運行内容
- 運行日は毎日で、月曜日から土曜日は1日12便、日曜・祝日は1日5便運行[2]。
- 運賃は均一制で、1乗車につき大人170円、小人90円[2]。
- 専用回数券（10回分の料金で11枚綴り）があり[2]、車内と平和タクシー、市内吉浦地区に本拠地を置く有限会社小柴クリーニング[4]で販売している[2]。

#### 路線
2019年令和元年10月1日以降の路線は以下のとおり。JR呉線吉浦駅と吉浦地区内の各地域を結ぶ。
- 吉浦駅前 - 松葉町東・松葉町西・弥生町 - 吉浦駅前[2]
- 吉浦駅前 - 松葉町東・松葉町西・天応西条 - 吉浦駅前[2]
- 吉浦駅前 - 松葉町・弥生町 - 吉浦駅前[2]
- 吉浦駅前 - 松葉町・天応西条 - 吉浦駅前[2]
- 弥生町 - 松葉町西・松葉町東 - 吉浦駅前[2]
- 吉浦駅前 - 松葉町東・松葉町西 - 天応西条[2]
- 吉浦駅前 - 松葉町東・松葉町西 - 弥生町[2]（2016年3月26日新設[2]）

#### 車両
- 専用車両は1台で[3]、平和タクシーが保有するジャンボタクシー（トヨタ・ハイエース）を使用する。